# 金鱼
金鱼（学名：Carassius auratus auratus）是一种原产于中国的观赏鱼类，是野生鲫鱼演化而来的彩色变种。

## 历史
野生鱼类中自然有些色彩鲜艳的鱼，不仅是鲫鱼还有红鲤鱼等。彩色鲫鱼遗传性状比较稳定，中国的金鱼主要是在鲫鱼上发展而来。中國傳統主要是紅色和外型為主，而彩色鲫鱼传到日本后，卻得到日本人很大重视。後來更傳往泰國與海外等地，成為今日水族箱的代表物種。
早在两千年前的古书《山海经》中就有红色鲫鱼的记载，“睢水出焉，东南流注于江，其中多丹粟，多文鱼。”郭璞說「文鱼」是“有斑采也”。因为变色的鲫鱼在自然界中太明显，很容易被天敌捕捉。汉宣帝时王褒有《九怀赋》中说：“蛟龙兮导引，文鱼兮上濑。”
晋朝和唐朝时期，人们就将红色鲫鱼集中放养。1162年，宋高宗在宫中建“金鱼池”，收集金色和红色鲫鱼，而當時亦懂得以紅蟲餵養金魚和繁殖金魚的方法。南宋时代因佛教流行各地出现了放生池，加上社會富裕金魚玩家普及大眾，使金鱼品种得到了较大发展。到1276年据记载已经出现各种颜色和花斑的鲫鱼。到明朝已经培养出现代具有双尾、眼睛突出的金鱼。明朝中后期，盆养金鱼已成为普遍的养殖方式。《帝京景物略》记载当时金鱼有“金莹”、“银雪”、“鹤顶”、“银鞍”、“七星”、“八卦”等品种。明神宗本人就是个金鱼鉴赏家，对饲养金鱼很有研究，饲养了许多金鱼，慎行《毂山笔尘》记载“明朝皇宫中设有金鱼盆”。明朝民間也流行養金魚，《燕都游览志》记载：“鱼藻池在崇文门外西南，俗呼金鱼池，蓄养朱鱼以供市场。都人入夏至端午结蓬列肆狂欢轰饮于秽流……”張岱《西湖夢尋》載：“至庵，入坐一小室，峭壁如削，泉出石罅，匯為池，蓄金魚數頭。”1502年第一批金鱼运往日本；1611年首次运往葡萄牙并开始在欧洲繁衍；1874年第一批运往美国并在美洲普及。
歷史上第一本關於金魚的研究專書為在1596年由張謙德所著的《朱砂魚譜》。

## 特性/習性
金鱼食用动物性饵料是水蚤，目前也有许多人工合成饵料。金鱼抵抗力较强，对环境要求不高，习惯于低温水环境，最佳生活温度攝氏15至18℃，但即使是高达34℃或低至-4℃在冰面下也能存活。可是由于金鱼的心脏小，不能承受過大的温度急剧变化，因此不能在昼夜温差大的室外地方存活。金鱼培育的时间不长，虽然体形有较大变化，但仍然可以與鯽魚孵化下一代。

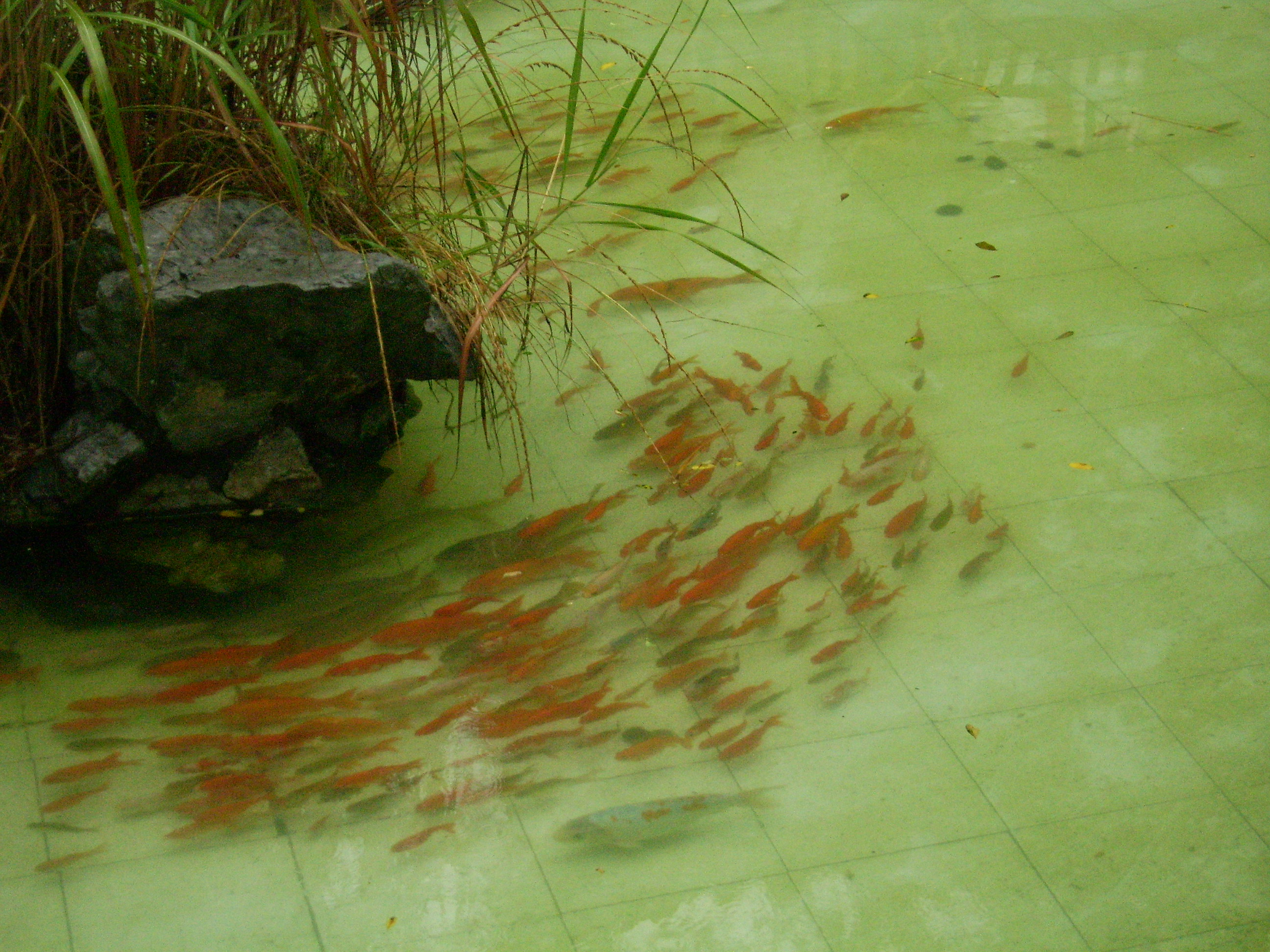
饲养在水池中的金鱼群正在游动

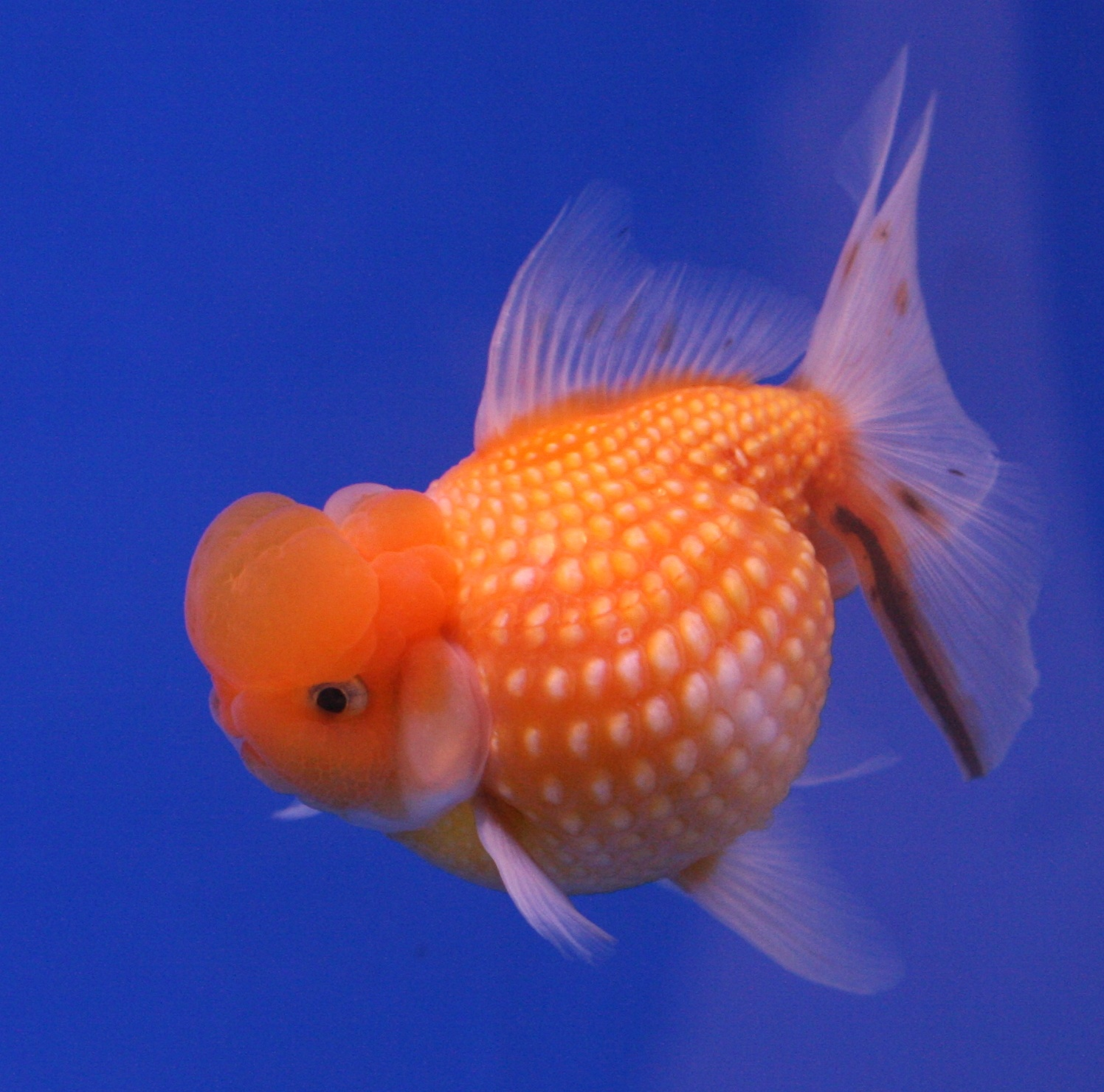
有獅頭特徵的珍珠鱗

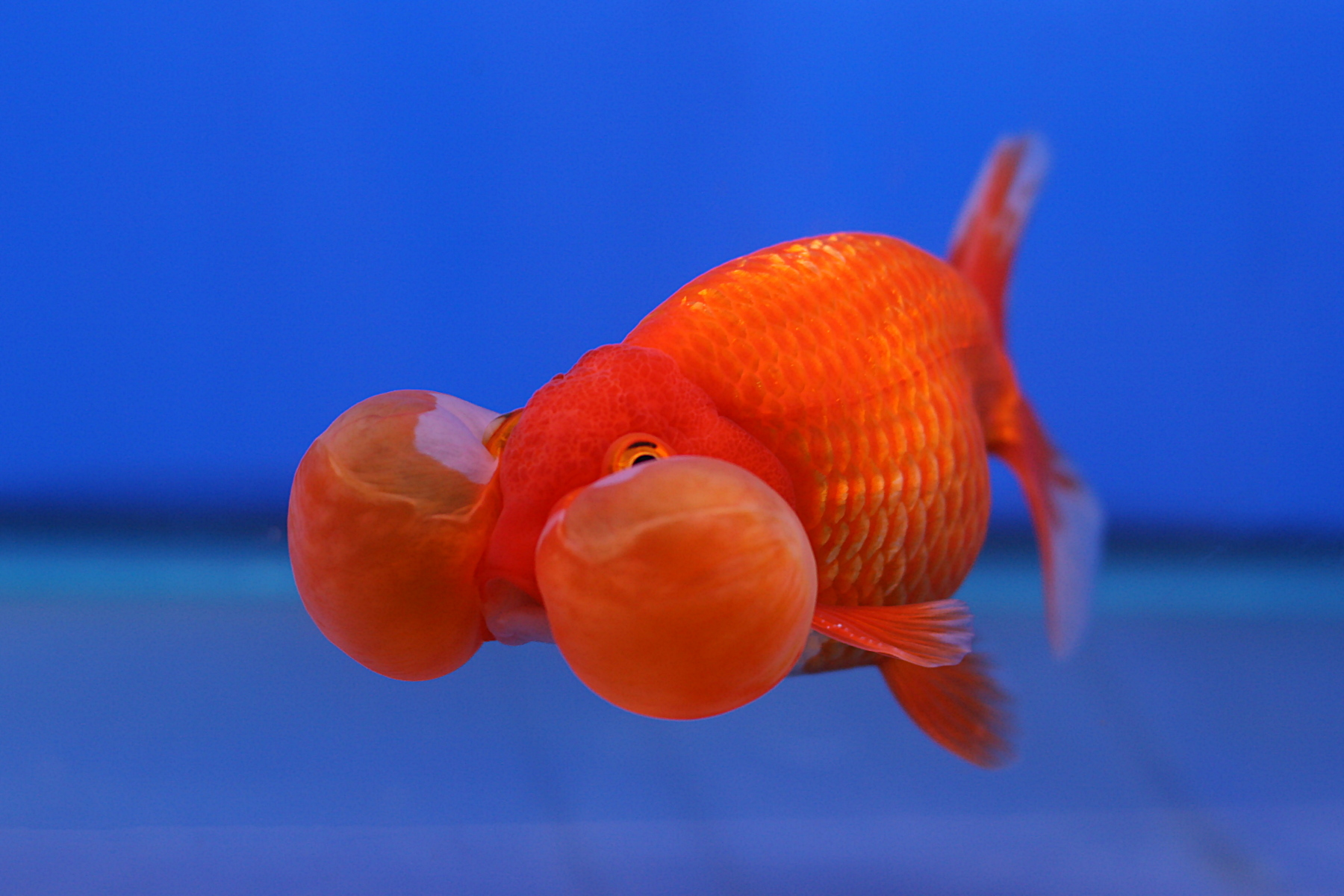
水泡眼

## 飼養
以0.5%食鹽水飼養較佳，自來水中有氯乙烯氣，應先曝至於空氣中半天除氯，或用市售中和液或維他命C糖果涮四到五次中和毒性。井水有較多有害物質，也需注意。
此外，在金魚飼養者中也有一種稱為「綠水」的飼養法，控制水缸中浮游植物與藻類的多寡，讓水維持在有點透明的綠茶色。藉由食用水中的浮游植物，能讓金魚的體色變得更艷麗，同時也能在換水時緩和水質的劇烈改變。不過若是沒有適當管理，浮游植物過度繁殖讓綠水的顏色過濃，反而容易造成金魚的病變。

## 品种
据统计目前金鱼大约有300多品种，还在不断出现新品种，基本分为五大类：
- 草种：体形和鲫鱼类似，但颜色鲜艳，如：红鲫鱼。
- 文种：体型俯视呈篆体的文字型故名。基本和龙种相似，但眼球不突出，如：“珍珠金鱼（於1900年培育出現）”，“翻鳃（於1911年培育出現）”等品种。
- 龙种：是金鱼的典型品种，眼大膨出，尾鳍有四叶（双尾），如“龙睛（於1592年培育出現）”。
- 蛋种：体型肥硕像蛋型故名。主要特征为没有背鳍，眼球不突出，如：“虎头”，“水泡眼（於1908年培育出現）”等。
- 龙背种，没有背鳍，脊背呈弓型。眼球突出，如：“望天眼（於1870年培育出現）”等。

其演化過程是：野生鲫鱼首先演化成金鲫，再发展出草金鱼這品種，經過草金鱼和金鲫這两个环节后，再發展成文种，最后
演化出龙种和蛋种這两个近親品種。

## 經濟價值
中国是金鱼的出口大国，紧接着是日本。而最大的买主则是美国。

## 传言
社会上流传着金魚的記憶力只有数秒，科學实验證實魚的記憶遠不止7秒，經訓練的金魚可有數天甚至數周的記憶。

## 延伸阅读
[在维基数据编辑]
 《欽定古今圖書集成·博物彙編·禽蟲典·金魚部》，出自陈梦雷《古今圖書集成》